# DeShawn Painter
DeShawn Painter (geboren am 4. Februar 1990 in Norfolk) ist ein amerikanischer Basketballspieler.

## Karriere
Während seiner College-Zeit spielte Painter von 2009 bis 2012 bei den NC State Wolfpack und während der Saison 2012/13 bei Old Dominion Monarch. Als einer der gewählten besten 100 Collegeabgänger wechselte Painter nach Europa. Dort spielte er zuerst bis November 2013 bei BK 04 AC LB Spisska Nova Ves in der Slowakei und wechselte danach nach Österreich zu WBC Raiffeisen Wels. Auf die neue Saison wechselte er nach Polen zu Trefl Sopot, wo er jedoch nur zu fünf Einsätzen kam, sein Vertrag wurde Ende November 2014 im gegenseitigen Einverständnis aufgelöst.
Danach nahm Painter sich eine eineinhalb Jahre dauernde Auszeit, während der er bei einer Autovermietung arbeitete. In der Saison 2016/17 kehrte er nach Europa zurück und spielte in Tschechien zuerst bis Oktober für JBC MMCITE Brno und wechselte danach zu Nova Hut Ostrava. 2017 wechselte er zu Vendée Challans Basket in die dritthöchste französische Liga. Im Februar 2018 wechselte Painter schließlich in die höchste Schweizer Liga zum BC Winterthur.